# Världsmästerskapet i volleyboll för klubblag 2023 (damer)
Världsmästerskapet i volleyboll för klubblag 2023 spelades 13 till 17 december 2023 i Hangzhou, Kina. I turneringen deltog sex lag. Eczacıbaşı SK vann tävlingen för tredje gången genom att besegra Vakıfbank SK i finalen. . Tijana Bošković utsågs till mest värdefulla spelare medan Tainara Santos var främsta poängvinnare med 93 bollpoäng.

## Regelverk

### Upplägg
Tävlingen skedde i två faser, en gruppspelsfas följd av en slutspelsfas i cupformat.
- Gruppspelet skedde med två grupper om fyra lag. Alla lag mötte alla lag i sin grupp.
- De två första i varje grupp gick vidare till slutspel med semifinal, match om tredjepris och final. Alla möten bestämdes direkt genom en match.

### Metod för att bestämma tabellplacering
Om slutresultatet blev 3-0 eller 3-1 tilldelades 3 poäng till det vinnande laget och 0 till det förlorande laget, om slutresultatet blev 3-2 tilldelades 2 poäng till det vinnande laget och 1 till det förlorande laget. 
Rankningsordningen i serien definierades utifrån:
- Antal vunna matcher
- Poäng
- Kvot vunna / förlorade set
- Kvot vunna / förlorade poäng.
- Inbördes möten (om fler än två låg fortfarande är lika efter ovanstående steg upprepades processen, men enbart mellan de lag som låg lika)

## Deltagande lag
| Lag               | Turnering                            |
| ----------------- | ------------------------------------ |
| Eczacıbaşı SK     | 2:a CEV Champions League 2022–2023   |
| Minas Tênis Clube | 2:a sydamerikanska mästerskapet 2023 |
| Praia Clube       | 1:a sydamerikanska mästerskapet 2023 |
| Sport Center 1    | 1:a asiatiska mästerskapet 2023      |
| Tianjin           | Värdlag                              |
| Vakıfbank SK      | 1:a CEV Champions League 2022–2023   |

## Turneringen

### Gruppspel
| Grupp A           | Grupp B        |
| ----------------- | -------------- |
| Eczacıbaşı SK     | Praia Clube    |
| Minas Tênis Clube | Sport Center 1 |
| Tianjin           | Vakıfbank SK   |

#### Grupp A

##### Resultat
| 13 december 2023 Yellow Dragon Sports Center, Hangzhou Speltid: 1:08 - Åskådare: 5 433 | Tianjin       | 3 - 0 | Minas Tênis Clube | 25-22, 25-16, 25-20 |
| 14 december 2023 Yellow Dragon Sports Center, Hangzhou Speltid: 1:04 - Åskådare: 1 132 | Eczacıbaşı SK | 3 - 0 | Minas Tênis Clube | 25-19, 25-11, 25-18 |
| 15 december 2023 Yellow Dragon Sports Center, Hangzhou Speltid: 1:08 - Åskådare: 4 783 | Tianjin       | 0 - 3 | Eczacıbaşı SK     | 17-25, 23-25, 19-25 |

##### Sluttabell
| Pos. | Lag               | Pt | G | V | P | VS | FS | Kvot  | VP  | FP  | Kvot  |
| ---- | ----------------- | -- | - | - | - | -- | -- | ----- | --- | --- | ----- |
| 1.   | Eczacıbaşı SK     | 6  | 2 | 2 | 0 | 6  | 0  | MAX   | 150 | 107 | 1,402 |
| 2.   | Tianjin           | 3  | 2 | 1 | 1 | 3  | 3  | 1,000 | 134 | 133 | 1,008 |
| 3.   | Minas Tênis Clube | 0  | 2 | 0 | 2 | 0  | 6  | 0,000 | 106 | 150 | 0,707 |

      Kvalificerade för semifinal

#### Grupp B

##### Resultat
| 13 december 2023 Yellow Dragon Sports Center, Hangzhou Speltid: 1:03 - Åskådare: 869   | Vakıfbank SK | 3 - 0 | Sport Center 1 | 25-10, 25-15, 25-13 |
| 14 december 2023 Yellow Dragon Sports Center, Hangzhou Speltid: 1:19 - Åskådare: 888   | Praia Clube  | 3 - 0 | Sport Center 1 | 25-10, 25-22, 27-25 |
| 15 december 2023 Yellow Dragon Sports Center, Hangzhou Speltid: 1:13 - Åskådare: 1 358 | Vakıfbank SK | 3 - 0 | Praia Clube    | 25-16, 25-14, 25-19 |

##### Sluttabell
| Pos. | Lag            | Pt | G | V | P | VS | FS | Kvot  | VP  | FP  | Kvot  |
| ---- | -------------- | -- | - | - | - | -- | -- | ----- | --- | --- | ----- |
| 1.   | Vakıfbank SK   | 6  | 2 | 2 | 0 | 6  | 0  | MAX   | 150 | 87  | 1,724 |
| 2.   | Praia Clube    | 3  | 2 | 1 | 1 | 3  | 3  | 1,000 | 126 | 132 | 0,955 |
| 3.   | Sport Center 1 | 0  | 2 | 0 | 2 | 0  | 6  | 0,000 | 95  | 152 | 0,625 |

      Kvalificerade för semifinal

### Slutspelsfasen
|  | Semifinaler | Semifinaler   | Semifinaler |              |    | Final               | Final               | Final               |  |
|  |             |               |             |              |    |                     |                     |                     |  |
|  | 1A          | Eczacıbaşı SK | 3           |              |    |                     |                     |                     |  |
|  | 1A          | Eczacıbaşı SK | 3           |              |    |                     |                     |                     |  |
|  | 2B          | Praia Clube   | 1           |              |    |                     |                     |                     |  |
|  | 2B          | Praia Clube   | 1           |              | 1A | Eczacıbaşı SK       | 3                   |                     |  |
|  |             |               |             |              | 1A | Eczacıbaşı SK       | 3                   |                     |  |
|  |             |               | 1B          | Vakıfbank SK | 2  |                     |                     |                     |  |
|  | 1B          | Vakıfbank SK  | 1B          | Vakıfbank SK | 2  | 3                   |                     |                     |  |
|  | 1B          | Vakıfbank SK  |             |              |    | 3                   |                     |                     |  |
|  | 2A          | Tianjin       | 0           |              |    | Match om tredjepris | Match om tredjepris | Match om tredjepris |  |
|  | 2A          | Tianjin       | 0           |              |    |                     |                     |                     |  |
|  |             |               |             |              |    |                     |                     |                     |  |
|  |             |               |             |              |    | 2B                  | Praia Clube         | 1                   |  |
|  |             |               |             |              |    | 2B                  | Praia Clube         | 1                   |  |
|  |             |               |             |              |    | 2A                  | Tianjin             | 3                   |  |

#### Semifinaler
| 16 december 2023 Yellow Dragon Sports Center, Hangzhou Speltid: 1:39 - Åskådare: 1 910 | Eczacıbaşı SK | 3 - 1 | Praia Clube | 25-16, 25-12, 25-27, 25-22 |
| 16 december 2023 Yellow Dragon Sports Center, Hangzhou Speltid: 1:10 - Åskådare: 2 398 | Vakıfbank SK  | 3 - 0 | Tianjin     | 25-16, 25-23, 25-23        |

#### Match om tredjepris
| 17 december 2023 Yellow Dragon Sports Center, Hangzhou Speltid: 1:40 - Åskådare: 1 903 | Praia Clube | 1 - 3 | Tianjin | 23-25, 20-25, 25-17, 19-25 |

#### Final
| 17 december 2023 Yellow Dragon Sports Center, Hangzhou Speltid: 1:59 - Åskådare: 2 967 | Eczacıbaşı SK | 3 - 2 | Vakıfbank SK | 19-25, 25-23, 25-23, 23-25, 15-9 |

## Slutplaceringar
| Pos | Lag               |
| --- | ----------------- |
|     | Eczacıbaşı SK     |
|     | Vakıfbank SK      |
|     | Tianjin           |
| 4   | Praia Clube       |
| 5   | Minas Tênis Clube |
| 6   | Sport Center 1    |

## Individuella utmärkelser
| Utmärkelse              | Namn               | Lag           |
| ----------------------- | ------------------ | ------------- |
| Mest värdefulla spelare | Tijana Bošković    | Eczacıbaşı SK |
| Bästa passare           | Elif Şahin         | Eczacıbaşı SK |
| Bästa högerspiker       | Tijana Bošković    | Eczacıbaşı SK |
| Bästa vänsterspikrar    | Gabriela Guimarães | Vakıfbank SK  |
| Bästa vänsterspikrar    | Li Yingying        | Tianjin       |
| Bästa center            | Zehra Güneş        | Vakıfbank SK  |
| Bästa center            | Jovana Stevanović  | Eczacıbaşı SK |
| Bästa libero            | Ayça Aykaç         | Vakıfbank SK  |

## Statistik
| Vunna poäng | Vunna poäng        | Vunna poäng | Vunna poäng   |
| Pos.        | Namn               | Poäng       | Lag           |
| ----------- | ------------------ | ----------- | ------------- |
| 1           | Tainara Santos     | 93          | Praia Clube   |
| 2           | Tijana Bošković    | 90          | Eczacıbaşı SK |
| 3           | Jordan Thompson    | 77          | Vakıfbank SK  |
| 4           | Li Yingying        | 61          | Tianjin       |
| 5           | Gabriela Guimarães | 56          | Vakıfbank SK  |
| 5           | Wang Yizhu         | 56          | Tianjin       |

| Vunna attacker | Vunna attacker  | Vunna attacker | Vunna attacker |
| Pos.           | Namn            | Poäng          | Lag            |
| -------------- | --------------- | -------------- | -------------- |
| 1              | Tainara Santos  | 82             | Praia Clube    |
| 2              | Tijana Bošković | 78             | Eczacıbaşı SK  |
| 3              | Jordan Thompson | 65             | Vakıfbank SK   |
| 4              | Li Yingying     | 51             | Tianjin        |
| 5              | Wang Yizhu      | 47             | Tianjin        |

| Vunna block | Vunna block        | Vunna block | Vunna block   |
| Pos.        | Namn               | Poäng       | Lag           |
| ----------- | ------------------ | ----------- | ------------- |
| 1           | Zehra Güneş        | 12          | Vakıfbank SK  |
| 1           | Chiaka Ogbogu      | 12          | Vakıfbank SK  |
| 3           | Gabriela Guimarães | 10          | Vakıfbank SK  |
| 3           | Sinead Jack        | 10          | Eczacıbaşı SK |
| 3           | Wang Yuanyuan      | 10          | Tianjin       |

| Serveess | Serveess        | Serveess | Serveess      |
| Pos.     | Namn            | Poäng    | Lag           |
| -------- | --------------- | -------- | ------------- |
| 1        | Tijana Bošković | 8        | Eczacıbaşı SK |
| 1        | Li Yingying     | 8        | Tianjin       |
| 3        | Tainara Santos  | 7        | Praia Clube   |
| 4        | Irina Voronkova | 6        | Eczacıbaşı SK |
| 5        | Milka Silva     | 5        | Praia Clube   |